# Chondrodendron

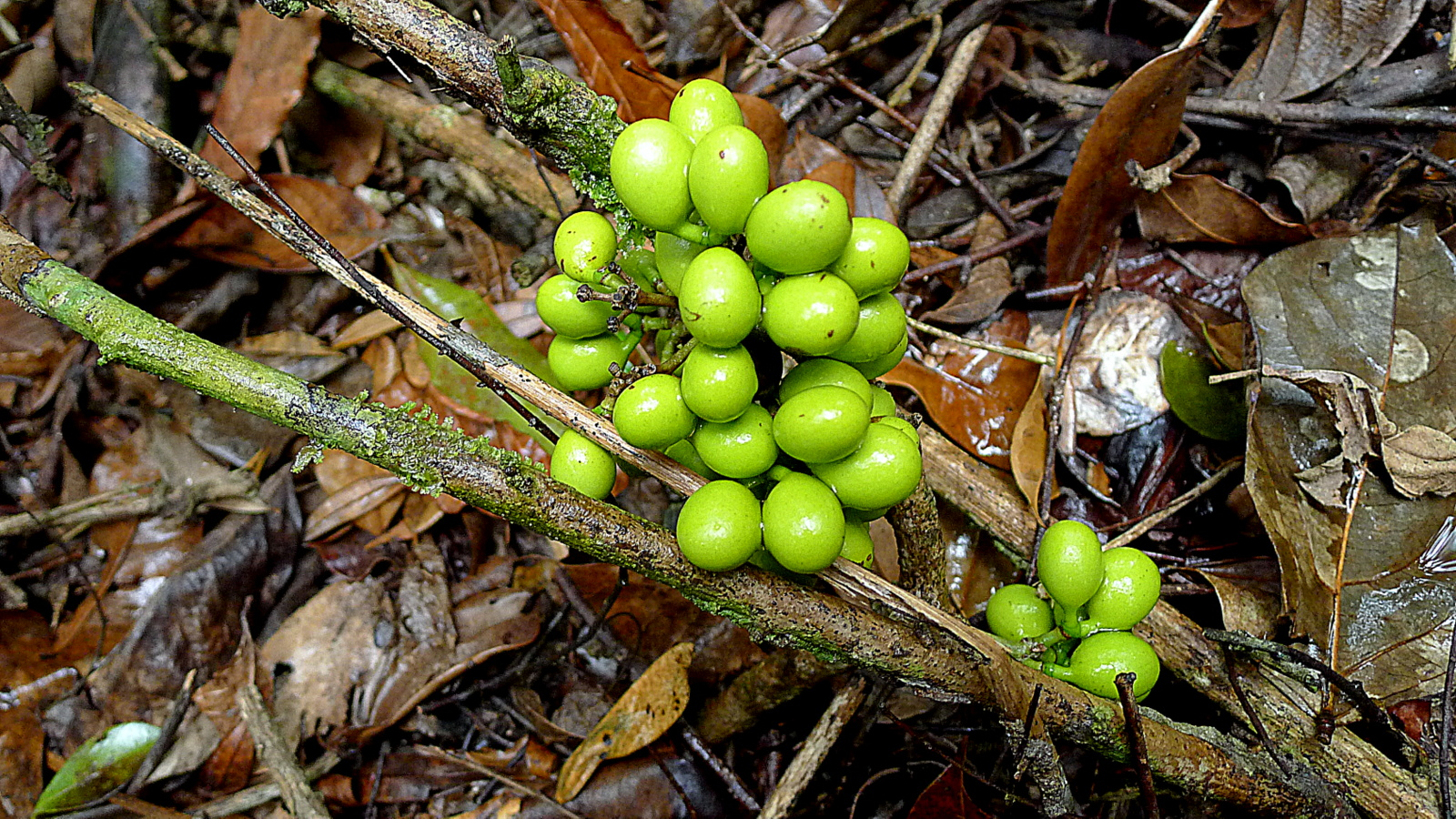
Owoce gatunku Chondrodendron platiphyllum

Chondrodendron Ruiz & Pav. – rodzaj roślin z rodziny miesięcznikowatych (Menispermaceae). Obejmuje co najmniej 6 gatunków występujących naturalnie na obszarze od Panamy aż po Boliwię i Brazylię.

## Systematyka
Pozycja systematyczna według APweb (aktualizowany system APG III z 2009)
Rodzaj z rodziny miesięcznikowatych (Menispermaceae).
Wykaz gatunków
| - Chondrodendron iquitanum Diels - Chondrodendron limaciifolium (Diels) Moldenke - Chondrodendron microphyllum (Eichler) Moldenke | - Chondrodendron platyphyllum (A.St.-Hil.) Miers - Chondrodendron tomentocarpum (Rusby) Moldenke - Chondrodendron tomentosum Ruiz & Pav. |